# Billy Cook
William Edward "Billy" Cook Jr. (23 de diciembre de 1928 - 12 de diciembre de 1952) fue un asesino itinerante estadounidense que mató a seis personas en el transcurso de 22 días entre Misuri y California entre 1950 y 1951.

## Biografía

### Primeros años
William Edward Cook Jr. nació en Joplin, Misuri, en 1928. Su madre murió de tuberculosis cuando él tenía cinco años. Poco después, su padre llevó a los ocho niños a una mina abandonada y finalmente los dejó a su suerte con algunos suministros. Fueron descubiertos allí por las autoridades y colocados en hogares sustitutos excepto William. Un ojo deformado y una actitud beligerante le impidieron ser adoptado por cualquier familia, por lo que se convirtió en un pupilo del estado. Cook finalmente fue puesto al cuidado de una mujer que aceptó dinero del estado para cuidarlo, pero tenían una pobre relación.
Pronto se convirtió en un delincuente menor y finalmente fue arrestado por absentismo escolar. A la edad de 12 años le dijo a un juez que preferiría un reformatorio a otro hogar sustituto. Cook pasó varios años detenido antes de ser trasladado, con 17 años, a la Penitenciaría del Estado de Misuri. Mientras estuvo en prisión, agredió a otro recluso con un bate de béisbol.
Cuando Cook fue liberado de la prisión en 1950, regresó a Joplin y se reunió brevemente con su padre. Luego se desplazó a la pequeña ciudad desierta de Blythe, California, donde trabajó como lavaplatos hasta poco antes de la Navidad de 1950. A finales de diciembre se dirigió hacia el este nuevamente. En el camino adquirió un revólver calibre .32 de punta chata en El Paso, Texas.

### Asesinatos
El 30 de diciembre de 1950, el mecánico texano Lee Archer conducía su automóvil cerca de Lubbock, Texas, cuando recogió a Billy Cook, que hacía autoestop. Poco después, Cook robó a Archer a punta de pistola y lo obligó a entrar en el maletero de su auto. Más tarde, Archer pudo escapar forzando la puerta del maletero y saltando del vehículo en marcha.
Después de que el automóvil se quedó sin combustible entre Claremore y Tulsa, Oklahoma, Cook nuevamente hizo autoestop. Esta vez fue recogido por el granjero Carl Mosser de Illinois, que se dirigía a Nuevo México con su esposa, tres hijos y el perro. A punta de pistola, Cook obligó a Mosser a conducir sin rumbo durante 72 horas. En un momento dado, Mosser casi venció a Cook en una estación de servicio cerca de Wichita Falls, Texas; pero Cook era demasiado fuerte para él. Cook disparó a toda la familia y a su perro poco después, luego arrojó los cuerpos en el pozo próximo a la mina donde había sido abandonado de niño cerca de Joplin, Missouri.
Cook regresó a California después de abandonar el automóvil de Mosser en Oklahoma. El vehículo fue descubierto lleno de agujeros de bala y cubierto de sangre. El recibo de la pistola de Cook fue encontrado en el auto.
Justo en las afueras de Blythe, California, el sheriff adjunto Homer Waldrip sospechó de Cook y fue al motel donde antes había vivido con un amigo. Esperando interrogar al amigo, fue tomado por sorpresa cuando el propio Cook saltó desde detrás de la puerta y tomó su revólver. Waldrip fue tomado como rehén por Cook. Al igual que con los Mosser, Cook obligó al sheriff a conducir sin rumbo fijo. Durante este viaje, Cook se jactó de haber asesinado a los Mosser. Después de unas cuarenta millas, Cook ordenó a Waldrip detenerse y tumbarse boca abajo en una zanja, diciendo que le dispararía en la cabeza; sin embargo, Cook volvió a entrar en el auto de la policía y se alejó. Según los informes, explicó que lo hizo porque la esposa del sheriff había trabajado brevemente con Cook, "tratándole como a un ser humano y había sido más amable de lo que nadie había sido con él en su vida". Luego secuestró a otro automovilista, Robert Dewey, de Seattle. Algún tiempo después, el vendedor ambulante intentó luchar contra Cook y arrebatarle el arma, pero resultó herido en el proceso. El automóvil se salió de la carretera y se precipitó hacia el desierto. Cook asesinó a Dewey, que había quedado inconsciente, con un disparo en la cabeza. El cuerpo de Dewey fue encontrado en el auto abandonado de Waldrip cerca de Ogilby, California. Cook abandonó el automóvil de Dewey en Mexicali, México.
Por entonces, todas las comisarías del suroeste de Estados Unidos tenían como prioridad encontrarle, mientras Cook regresaba a Blythe. Secuestró a otros dos hombres, James Burke y Forrest Damron, que se encontraban de cacería. Los forzó a conducir a través de la frontera con Santa Rosalía, donde fue reconocido por Luis Parra, el jefe de policía de dicha localidad, quien se acercó a Cook, le arrebató el revólver calibre .32 de su cinturón y lo arrestó.

### Ejecución
Cook fue llevado a Oklahoma City para responder por los asesinatos de los Mosser y sentenciado a 300 años de prisión. En 1951, un jurado de California lo sentenció a pena de muerte por matar al vendedor de Seattle, Robert Dewey. El 12 de diciembre de 1952, Cook fue ejecutado en la cámara de gas en la Prisión Estatal de San Quintín. "Los odio a todos", dijo en el momento de su arresto, "y todos me odian a mí".
El cuerpo de Cook fue devuelto a Joplin, Missouri, para ser enterrado en el cementerio Peace Church. Cook era conocido por las palabras "H-A-R-D L-U-C-K" (Mala suerte, en inglés) tatuadas en los dedos de su mano izquierda y por un párpado derecho deformado que nunca se cerraba completamente.

## Víctimas
- Carl Mosser, 33
- Thelma Mosser, 29
- Ronald Dean Mosser, 7
- Gary Carl Mosser, 5
- Pamela Sue Mosser, 3
- Robert Dewey, 32
- Homer Waldrip (sobrevivió)
- James Burke (sobrevivió)
- Forrest Damron (sobrevivió)
- Lee Archer (sobrevivió)

## En la cultura popular
- En 1953 se estrenó la película de cine negro The Hitch-Hiker dirigida por Ida Lupino. Es una dramatización del secuestro de Burke y Damron y su viaje hacia México obligados por el asesino "Emmett Myers", basado en Cook incluyendo hasta el párpado deforme. Fue una de las primeras películas de Hollywood en inspirarse en un asesino en serie real que acababa de conmocionar al público.[5]
- El dibujante de cómics Mark Zingarelli realizó un cómic sobre el caso en 1987: The 'Cookeyed': Cook Story para la colección The New Comics Anthology, isbn 0-02-009361-6.
- Un libro con la historia de Billy Cook, sus crímenes y ejecución, fue publicado por John Gilmore en 2005: L.A. Despair: A Landscape of Crimes & Bad Times.
- Su figura fascinaba desde la infancia al cantautor Jim Morrison del grupo The Doors, que alude a los crímenes de Cook en la canción "Riders on the Storm" y en su película HWY: An American Pastoral el protagonista es un autoestopista asesino llamado Billy.